# Tempo (schaken)
Tempo is een term in het schaakspel, waarmee een zet wordt aangeduid (als tijdseenheid), of meer specifiek de ontwikkeling van de schaakstukken door het doen van zetten. Wanneer een speler een zinloze zet doet, heeft hij een tempo verloren; wanneer een speler de tegenstander dwingt om een zinloze zet te doen (bijvoorbeeld door met een aanval de vorige zet terug te zetten), dan heeft de aanvaller een tempo gewonnen. Anders gezegd is een tempo verliezen iets in n zetten spelen, wat ook in n-1 zetten gespeeld kan worden.
In principe heeft wit een voordeel in tempo, omdat zij als eerste mag zetten.

## Tempodwang
Wanneer een speler van elke zet die hij kan doen nadeel ondervindt, dan spreken we van tempodwang. Een synoniem is zetdwang en in de internationale schaakwereld wordt, ook in het Engels, vaak het Duitse woord zugzwang gebruikt.
Een speler in tempodwang zou het liefst zijn beurt overslaan (passen), maar dat staan de schaakregels niet toe. 
Tempodwang doet zich het vaakst voor in het eindspel.